# Condado de Gavia
El condado de Gavia es un título nobiliario español creado por el rey Carlos II, el 17 de noviembre de 1680, a favor de Francisco López de los Ríos y Cerón, señor de Gavia la Grande, virrey de Navarra y caballero de la Orden de Calatrava. Su nombre se refiere a la localidad de Gabia Grande, en el municipio de Las Gabias, en Granada.
El 4 de octubre de 1802, Carlos IV concedió la grandeza de España al V conde, Mariano Gutiérrez de los Ríos y Egas Venegas, caballero veinticuatro de Córdoba.

## Condes de Gavia
- Francisco López de los Ríos y Cerón, I conde de Gavia.[3]

Casó con Urraca de los Ríos y Argote. Le sucedió su hija:
- Luisa de los Ríos y de los Ríos, II condesa de Gavia.[3]

Casó con Diego de los Ríos y Cabrera. Sucedió su hijo:
- Lope Francisco de los Ríos y de los Ríos (m. 21 de octubre de 1718), III conde de Gavia.[3]

Casó con Isabel Díaz de Morales y Venegas. Sucedió su hijo:
- Diego Francisco Gutiérrez de los Ríos y Díaz de Morales (m. después de 1749), IV conde de Gavia.[3]

Casó, en primeras nupcias, con María Antonia Súarez de Figueroa y Tornielle, marquesa del Surco. Contrajo un segundo matrimonio, el 4 de febrero de 1742, con Ana Venegas de Córdoba. Sucedió su hijo del segundo matrimonio:
- Mariano Gutiérrez de los Ríos y Egas Venegas (Córdoba, agosto de 1744-c. 1816), V conde de Gavia, grande de España.[3]

Casó, en 1759, con María Antonia Muñiz de Godoy y Ponce de León, condesa de Valdelagrana. Sucedió su hijo:
- Diego Gutiérrez de los Ríos y Godoy, VI conde de Gavia[3] y V conde de Valdelagrana.

Casó, el 4 de junio de 1792, con María Dolores de Cabrera Fernández de Mesa. Sucedió su hija:
- Rafaela Gutiérrez de los Ríos y Cabrera (m. 11 de noviembre de 1817), VII condesa de Gavia[3] y VI condesa de Valdelagrana.

Casó en 1817 con Juan de Dios Aguayo Bernuy. Sucedió su tía paterna:
- María del Rosario Gutiérrez de los Ríos y Godoy (m. 27 de abril de 1838), VIII condesa de Gavia[3] y VII condesa de Valdelagrana.

Casó el 6 de junio de 1807, con Antonio Losada Quiroga y Zúñiga (m. 1853). En 21 de mayo de 1849, sucedió su hijo:
- Pedro Losada Gutiérrez de los Ríos (m. 15 de mayo de 1890), IX conde de Gavia[3] y VIII conde de Valdelagrana.

Casó, en Madrid, el 17 de mayo de 1834, con Ángela Fernández de Liencres y Carvajal, hija de Ángel Fernández de Liencres y Pando, I marqués del Donadío. En julio de 1890, sucedió su hijo.
- Antonio Ángel Losada y Fernández de Liencres (Madrid, 17 de marzo de 1835-19 de febrero de 1909), X conde de Gavia[3] y IX conde de Valdelagrana.

Casó el 28 de marzo de 1862 con María del Carmen de las Rivas y Urtiaga, hija de Francisco de las Rivas y Ubieta, marqués de Mudela. En 30 de abril de 1909, sucedió su hijo.
- Francisco de Paula Losada y de las Rivas (17 de enero de 1863-21 de noviembre de 1930) XI conde de Gavia,[3] X conde de Valdelagrana y marqués de Mudela. Fue senador por la provincia de Madrid y por derecho propio.[6]

Casó, el 31 de julio de 1886, con María del Carmen Fernández de Córdoba y Pérez de Barradas, hija del duque de Medinaceli. En 20 de febrero de 1956,  sucedió su primo:
- Juan Losada y González de Villalaz (m. 23 de octubre de 1958), XII conde de Gavia[3]  y II marqués de los Castellones.

En 1959, sucedió su sobrino, hijo de su hermano Eduardo Losada y González de Villalaz y de su esposa Virginia Drake y Fernández-Durán.
- Emilio Losada y Drake (m.15 de septiembre de 1982), XIII conde de Gavia,[3] XI conde de Valdelagrana, III marqués de los Castellones, VIII marqués de Villablanca y marqués de Zarreal.

Contrajo matrimonio, el 1 de junio de 1936, con María del Carmen Penalva Baillo (m. 14 de enero de 1999). En 8 de septiembre de 1983, sucedió su hijo:
- Alfonso Losada y Penalva, XIV conde de Gavia,[3] IV marqués de los Castellones y XI conde de Valdelagrana.

Casó, el 8 de septiembre de 1983, con María Inmaculada de Medina y Díez.